# Zielona Łąka (Grande-Pologne)
Pour les articles homonymes, voir Zielona Łąka.
Zielona Łąka est une localité polonaise de la gmina mixte et du powiat de Pleszew en voïvodie de Grande-Pologne. Elle se trouve à environ 83 km au sud-est de Poznań, la capitale régionale. 

## Géographie

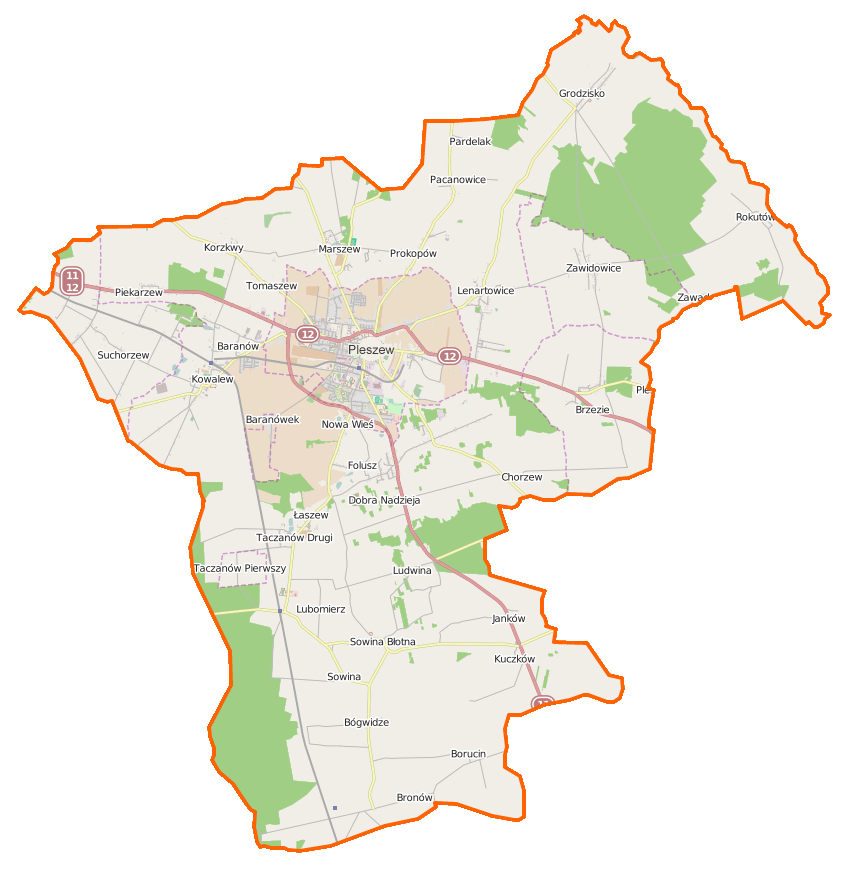
Carte de la gmina de Pleszew.